# Kelley River
Kelley River (do 2 listopada 1950 Kelly River, do 5 marca 1959 Mill Creek, do 6 kwietnia 1976 Kelley River (Mill Creek)) – rzeka (river) w kanadyjskiej prowincji Nowa Szkocja, w hrabstwie Cumberland, płynąca w kierunku północno-wschodnim i uchodząca do River Hébert; nazwa Kelly River urzędowo zatwierdzona 19 lipca 1942. Rzeka nosi miano ku czci Stephena B. Kelleya, który był młynarzem we młynie działającego na tym cieku na przełomie XIX i XX wieku i mieszkał blisko jego ujścia.